# Брукер, Луи де
Луи де Брукер (фр. Louis de Brouckère) (31 мая 1870, Руселаре, — 5 июня 1951, Брюссель) — бельгийский политический деятель социал-демократического толка.

## Биография
Родился в семье либерально настроенного фабриканта. В старшей школе ознакомился с марксизмом, в университете руководил социалистическим студенческим кружком и в начале 1890-х гг. вступил в Бельгийскую рабочую партию (БРП), в которой вёл большую пропагандистскую работу, активно сотрудничал в социал-демократических газетах: его первые статьи в социалистической газете «Le Peuple» («Народ») вышли в 1891 году, а в 1906 году он стал её редактором. В марте 1896 года за антимилитаристскую пропаганду был подвергнут полугодичному тюремному заключению. Избирался в местный совет в Брюсселе в 1898 году, а затем в провинциальный в Брабанте год спустя.
В 1905—1907 активно выступал в поддержку революции в России и даже оказывал помощь большевикам в приобретении оружия для боевых дружин. На 75-ю годовщину независимости Бельгии де Брукер и его товарищи решили бойкотировать торжества, осудив господство буржуазного класса за счет пролетариата. В 1911 году опубликовал в журнале СДПГ «Die Neue Zeit» («Нойе цайт») статью, в которой критиковал руководство своей партии за оппортунизм.
Однако в годы Первой мировой войны этот убеждённый противник милитаризма и сторонник мира отказался от своих прежних взглядов, перешёл на позиции социал-шовинизма и добровольно отправился на Изерский фронт. Как соратник и близкий друг своего однопартийца Эмиля Вандервельде в 1917 году стал заведующим его канцелярией. По поручению Генсовета БРП совершил поездку по странам Антанты, агитируя за продолжение войны; в частности, после Февральской революции 1917 года посетил Россию, вместе с другими зарубежными социал-демократами убеждая Временное правительство Керенского не выходить из войны.
В 1919 году он стал советником правительства, а четыре года спустя был назначен сенатором. Ранее член Международного социалистического бюро Второго интернационала, между двумя мировыми войнами находился на руководящих постах в Социалистическом рабочем интернационале и БРП. Принимал участие в работе Лиги наций и её Подготовительной комиссии по разоружению в качестве официального представителя Бельгии. С 1920 года он требовал разрешить Германии вступить в Лигу, а также сократить наложенные на неё репарации.
С началом Второй мировой войны подписал манифест в Льеже в 1939 году, который отвергал политику бельгийского нейтралитета и вместо этого призывал к сотрудничеству с Францией против фашистской Германии. Затем находился в эмиграции, отправившись через Париж в Лондон. С 1939 по 1944 год он был одним из сотрудников бельгийского правительства в изгнании в Лондоне под руководством католического премьер-министра Юбера Пьерло и социал-демократического министра иностранных дел Поля-Анри Спаака.
После освобождения Бельгии от гитлеровской оккупации активно участвовал в восстановлении распущенной в 1940 году БРП под новым названием Бельгийская социалистическая партия. Вместе с Полем ван Зеландом разработал концепцию западноевропейского экономического и валютного союза, внёс значительный вклад в создание Таможенного союза Бенилюкса 5 сентября 1944 года, который вступил в силу 1 января 1948 года. Он также сыграл важную роль в заключении Договора о Бенилюксе от 3 февраля 1958 года, в рамках которого был основан Экономический союз Бенилюкса. На международной арене ратовал за создание Социалистического интернационала.
В 1894 году основал бесплатный Новый университет Брюсселя. С 1921 года на протяжении двух десятилетий преподавал в Высшей школе политических и социальных наук Свободного университета Брюсселя (ординарный профессор с 1926 года), а также в Академии международного права в Гааге.